# Вульгарное искусство
Вульгарное искусство, или Gaudi art (кит. 艳俗艺术, Яньсу ишу) — течение китайского искусства середины 1990-х, направленное против идеалов общества потребления и массовой культуры Запада, высмеивавшее вульгарность коммерческой культуры, получившей широкое распространение в Китае в конце XX века. Мировую известность течению принесли керамика Сюй Ихуэя и работы братьев Ло.
Китайский термин Яньсу 艳俗 является неологизмом, который был придуман арт-критиком Ли Сяньтином для перевода слова «китч», так данное слово стало композицией из двух иероглифов — «кричащий» (янь) и «вульгарный» (су).

## История
Течение возникло как реакция на проникновение и популяризацию продуктов западной культуры в Китае в конце XX века, преимущественно, продуктов массового потребления. Сформировалось под влиянием цинического реализма и политического поп-арта. Помимо «борьбы» с идеалами общества потребления, художники течения, используя в творчестве образы деятелей Культурной революции, осмысливают данный период в своих работах. В мае 1996 было организовано несколько первых выставок («Популярный образец», «Вульгарная жизнь» и др.).
Представители: Ван Цзиньсун, Ци Чжилун, Сюй Ихуэй, Ян Вэй, Фэн Чжэнцзе, Юй Богун, братья Ло.
Сложение рынка современного искусства в Китае 1990-х годов привело к появлению свободных художников и кураторов выставок, часто обладающих профессиональным образованием, но отказавшихся от постоянной службы и зарабатывающих на жизнь продажей своих произведений или идей, а также коммерчески ориентированных галеристов и дилеров.

## Специфика
Большинство произведений данного течения изображают творения китча, продуктов массовой культуры: гамбургеры, кока-кола и т. д. При этом «символы» общества потребления соединяются с традиционными символами и мотивами китайской культуры и искусства, например: образ оленя, символизирующий долголетие, изображение рыбы как символа богатства, изображение пухлых детей как процветания, символов коммунистической революции.
Также работы вульгарного искусства по сравнению с циничным реализмом и политическим поп-артом отличаются красочностью, обилием цветов.
Художники «вульгарного» направления работают с готовыми формами графического искусства (ксилографией, плакатом, рекламным листом, открыткой) и готовыми идеями (часто — гламурными мечтами, отшлифованными в телесериалах, образами из рекламы). Позиция «вульгарных» художников — вызвать провокацию, «уличить ложные идеалы» общества потребления.
Ироничность также является одной из существенных черт данного течения, через иронию художники стремятся передать отрицательные последствия конформизма.